# Ubriachezza

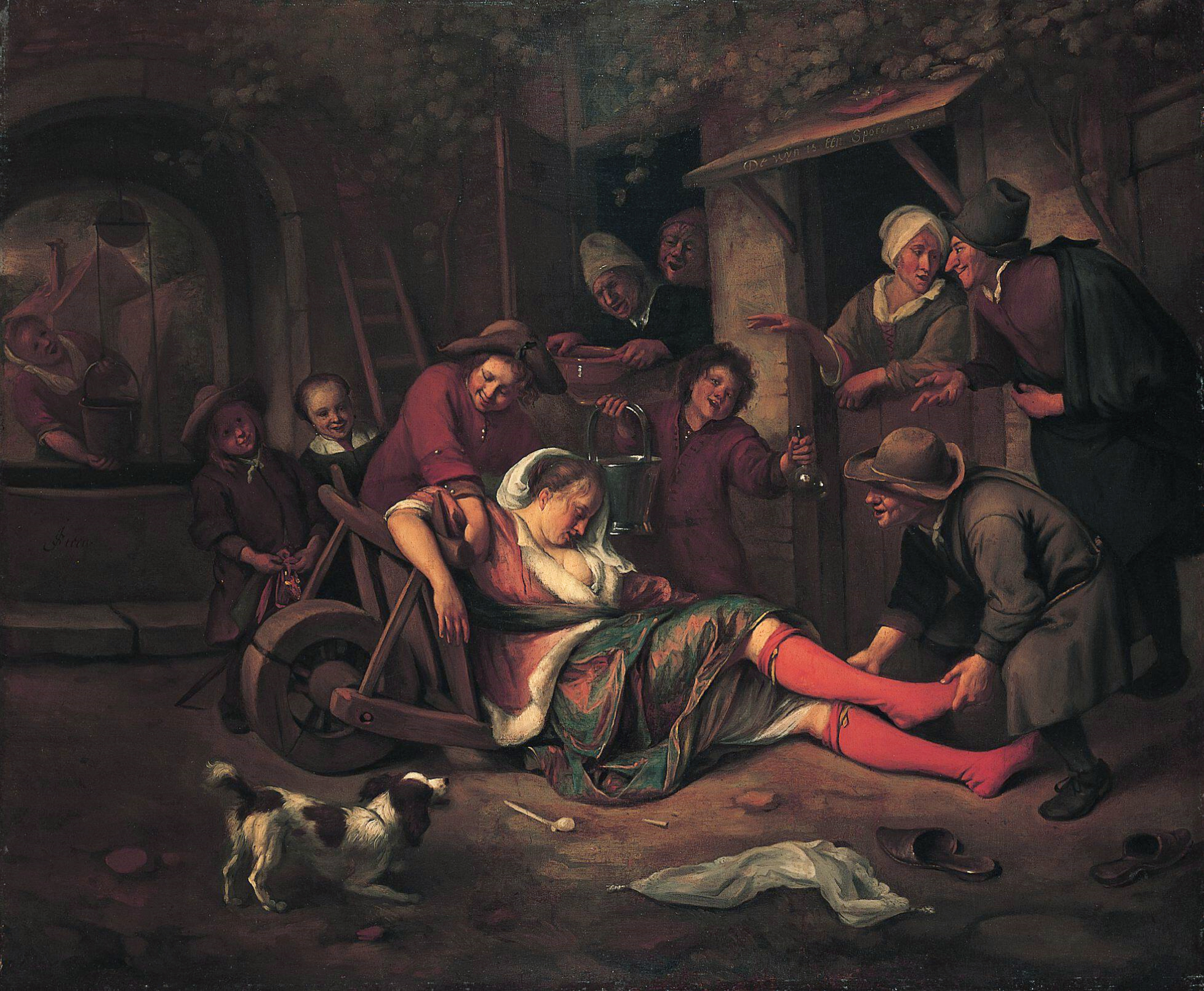
Jan Steen c. 1663

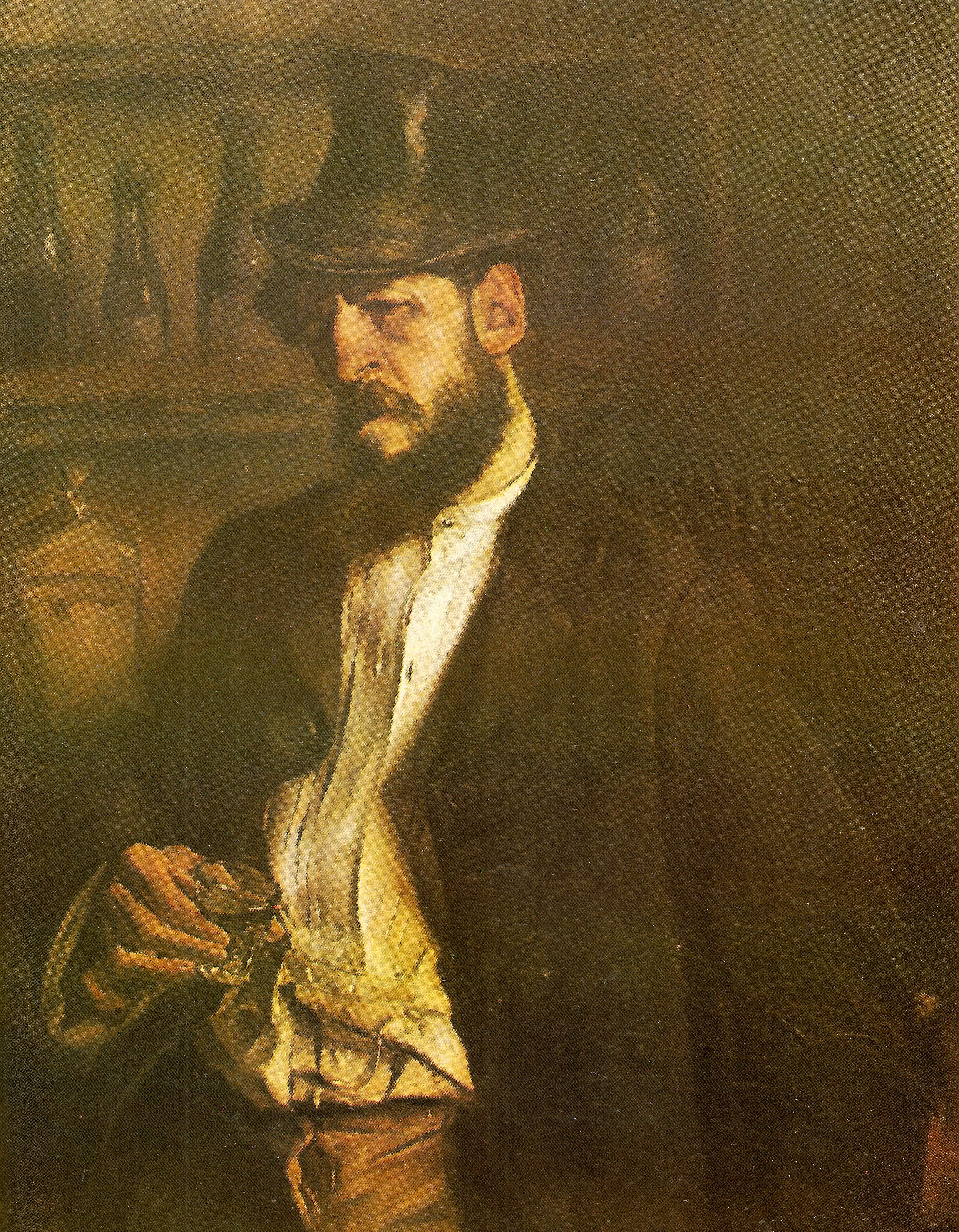
Antonio Esteban Frías (1868-1944), L'ubriaco

L'ubriachezza, o ebbrezza alcolica o intossicazione alcolica è uno stato di intossicazione acuta da etanolo (detto alcol) al punto da alterare notevolmente le facoltà mentali e fisiche; è detta anche avvelenamento da alcol nei casi gravi superiori alla semplice ebbrezza. L'intossicazione da alcol porta a effetti negativi sulla salute. Quando grave può diventare un'emergenza medica.
Una persona che si trova in stato di alterazione delle proprie facoltà mentali per via di un abuso di sostanze alcoliche è detta "ubriaca", la quale, la maggior parte delle volte, non ricorda l'accaduto (amnesia parziale selettiva). Alcuni effetti dell'intossicazione da alcol, come l'euforia e l'abbassamento dell'inibizione sociale, sono fondamentali per la desiderabilità dell'alcol.
I sintomi comuni di un’ingestione bassa o media di alcol, che porta a una semplice ebbrezza, possono includere eloquio disarticolato ed incomprensibile (disartria), confusione mentale, perdita dell'orientamento, perdita dell’equilibrio, sbandamento, difficoltà nella deambulazione, vertigini, capogiri, visione leggermente offuscata, mancanza di coordinazione (atassia), eccitazione, euforia, disinibizione, delirio, spericolatezza, riduzione dei riflessi, logorrea, incoerenza, irritabilità, sbalzi d'umore, apatia, ansia, espressioni del volto strane, sguardo perso, intontimento, stupidità, irrazionalità, difficoltà dell’attenzione e della concentrazione, compromissione delle facoltà intellettive, cognitive, critiche e di giudizio, stato di trance, perdita del controllo, problemi psicologici, arrossamento di viso e occhi, ipotermia lieve, aumentata percezione del calore, meteorismo, nausea lieve, ipoglicemia lieve, amnesia, cefalea, minzione frequente e pelle pallida o bluastra.
Un'ingestione acuta di alcol da alta a molto alta, fino alla dose letale, che porta all’intossicazione o addirittura all’avvelenamento, può provocare sonnolenza, letargia, gastrite acuta, pirosi, nausea grave, vomito (il sintomo più frequente in caso di intossicazione o avvelenamento), colite acuta, crampi addominali, diarrea, e, in casi estremi, disidratazione, shock, steatosi epatica, pancreatite acuta, epatite acuta, depressione respiratoria, aritmia cardiaca, ipoglicemia grave, convulsioni, ipotermia grave, insufficienza epatica fulminante, sopore, stupor, mancata reazione agli stimoli (stato vegetativo), incapacità di svegliarsi, sincope, visione gravemente offuscata, perdita dei riflessi, problemi con i sensi temporanei o permanenti (come cecità), danni cerebrali momentanei o permanenti, danni al sistema nervoso centrale e/o al sistema nervoso periferico momentanei o permanenti, insufficienza multiorgano, coma etilico e morte.
La sindrome patologica determinata dall'assunzione acuta o cronica di grandi quantità di alcol è detta alcolismo, che cronicamente può portare a disturbi psichiatrici e favorire patologie come la cirrosi epatica, l'epatite, la pancreatite cronica, una polineuropatia, l’epilessia, la sindrome di Wernicke-Korsakoff, una cardiopatia, malnutrizione, disfunzioni sessuali e riproduttive, malattie e danni al sistema nervoso centrale e al sistema nervoso periferico (come la demenza o la sindrome cerebrale organica), e il cancro (soprattutto il carcinoma epatico).

## Epidemiologia
L'intossicazione da alcol è risultata prevalente nelle popolazioni cliniche negli Stati Uniti che coinvolgono persone trattate per traumi e nel gruppo di età di persone di età compresa tra i 18 e i 24 anni (in uno studio di un gruppo per gli anni 1999-2004). Negli Stati Uniti durante gli anni 2010-2012, l'intossicazione acuta è risultata essere la causa diretta di una media di 2.221 decessi, nel gruppo campione di persone di età pari o superiore a 15 anni. Si ritiene che la stessa via di mortalità causi indirettamente più di 30.000 morti all'anno.
L'intossicazione da alcol è un fattore di rischio in alcuni casi di lesioni catastrofiche, in particolare per attività ricreative senza sorveglianza. Uno studio nella provincia dell'Ontario basato su dati epidemiologici del 1986, 1989, 1992 e 1995 afferma che il 79,2% delle 2.154 lesioni catastrofiche registrate per lo studio erano prevenibili, di cui 346 (17%) riguardavano il consumo di alcol. Le attività più comunemente associate a lesioni catastrofiche correlate all'alcol sono state motoslitta (124), pesca (41), immersioni (40), canottaggio (31) e canoa (7), nuoto (31), guida di un veicolo fuoristrada (24) e ciclismo (23). Questi eventi sono spesso associati a giovani maschi senza supervisione, spesso inesperti nell'attività, e possono provocare annegamento. L'uso di alcol è anche associato al sesso non protetto.

## Fisiopatologia
L'alcol viene metabolizzato da un fegato normale al ritmo di circa 8 grammi di etanolo puro all'ora. 8 grammi o 10 ml (0,34 US fl oz) è un'unità standard britannica. Un fegato "anormale" con condizioni come epatite, cirrosi, malattia della cistifellea e cancro rischia di provocare un rallentamento del metabolismo.
L'etanolo viene metabolizzato in acetaldeide dall'alcol deidrogenasi (ADH), che si trova in molti tessuti, compresa la mucosa gastrica. L'acetaldeide viene metabolizzata in acetato dall'acetaldeide deidrogenasi (ALDH), che si trova prevalentemente nei mitocondri del fegato. L'acetato viene utilizzato dalle cellule muscolari per produrre acetil-CoA utilizzando l'enzima sintetasi acetil-CoA e l'acetil-CoA viene quindi utilizzato nel ciclo dell'acido citrico.
I pazienti in coma possono aspirare il loro vomito (con conseguente vomito nei polmoni, che può causare "annegamento" e successivamente polmonite se sopravvissuto). La depressione del SNC e la compromissione della coordinazione motoria insieme a scarsa capacità di giudizio aumentano la probabilità che si verifichino lesioni accidentali. Si stima che circa un terzo dei decessi correlati all'alcol sia dovuto a incidenti e un altro 14% sia dovuto a lesioni intenzionali.
Oltre all'insufficienza respiratoria e agli incidenti causati dai suoi effetti sul sistema nervoso centrale, l'alcol provoca notevoli squilibri metabolici. L'ipoglicemia si verifica a causa dell'inibizione della gluconeogenesi da parte dell'etanolo, specialmente nei bambini, e può causare acidosi lattica, chetoacidosi e danno renale acuto. L'acidosi metabolica è aggravata dall'insufficienza respiratoria. I pazienti possono anche presentare ipotermia.

### Farmacodinamica
In passato si riteneva che l'alcol fosse un agente farmacologico non specifico che colpiva molti sistemi di neurotrasmettitori nel cervello. Tuttavia, studi di farmacologia molecolare hanno dimostrato che l'alcol ha solo pochi bersagli primari. In alcuni sistemi, questi effetti sono facilitatori e in altri inibitori.
Tra i sistemi di neurotrasmettitori con funzioni potenziate ci sono: GABAA, agonisti del recettore 5-HT3 (responsabili degli effetti GABAergici (recettore GABAA PAM), i glicinergici e colinergici), recettori nicotinici dell'acetilcolina.
Tra quelli che sono inibiti ci sono: NMDA, Cav1.1 (un tipo di canale del calcio di tipo L) e canali K+ a rettifica interna attivati dalla proteina G.
L'alcol viene anche convertito in fosfatidil-etanolo (detto PEth, un metabolita lipidico) dalla PLD2 (fosfolipasi D2), e questo metabolita ha dimostrato di legarsi direttamente e regolare i canali ionici. Il risultato di questi effetti diretti è un'ondata di ulteriori effetti indiretti che coinvolgono una varietà di altri neurotrasmettitori e sistemi neuropeptidici, portando infine agli effetti comportamentali o sintomatici dell'intossicazione da alcol.
L'ordine in cui vengono consumati diversi tipi di bevande alcoliche non ha alcun effetto.

#### Recettori GABAA

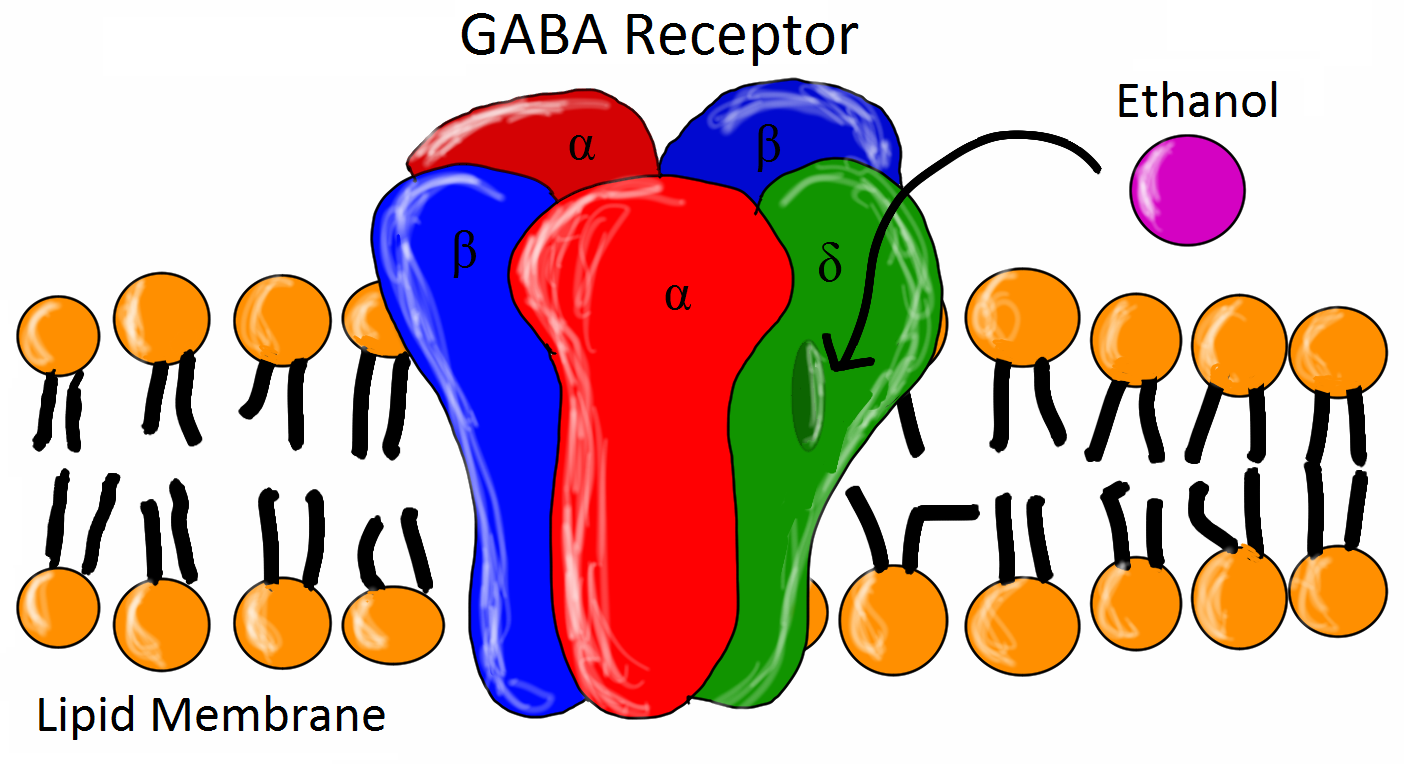
Etanolo che si lega al recettore GABA_{A}

Molti degli effetti dell'attivazione dei recettori GABAA hanno gli stessi effetti del consumo di etanolo. Alcuni di questi effetti includono effetti ansiolitici, anticonvulsivanti, sedativi e ipnotici, deterioramento cognitivo e incoordinazione motoria. Questa correlazione tra l'attivazione dei recettori GABAA e gli effetti del consumo di etanolo ha portato allo studio su di esso e dei suoi effetti sui recettori GABAA. È stato dimostrato che l'etanolo mostra infatti proprietà di regolazione allosterica positive ai recettori GABAA. Tuttavia, i suoi effetti sono limitati ai pentameri contenenti la subunità δ piuttosto che la subunità γ.
È stato dimostrato che i recettori GABAA contenenti la subunità δ si trovano all'esterno della sinapsi e sono coinvolti nell'inibizione tonica piuttosto che nella sua controparte della subunità γ, che è coinvolta nell'inibizione fasica. È stato dimostrato che la subunità δ è in grado di formare il sito di regolazione allosterica che rende i recettori GABAA contenenti la subunità δ più sensibili alle concentrazioni di etanolo, anche a moderati livelli di consumo sociale di etanolo (30 mM). Sebbene sia stato dimostrato da Santhakumar e altri che i recettori GABAA contenenti la subunità δ sono sensibili alla modulazione dell'etanolo, a seconda delle combinazioni di subunità i recettori potrebbero essere più o meno sensibili all'etanolo. È stato dimostrato che i recettori GABAA che contengono entrambe le subunità δ e β3 mostrano una maggiore sensibilità all'etanolo. Uno di questi recettori che mostra insensibilità all'etanolo è α3-β6-δ GABAA. È stato anche dimostrato che la combinazione di subunità non è l'unica cosa che contribuisce alla sensibilità all'etanolo. Anche la posizione dei recettori GABAA all'interno della sinapsi può contribuire alla sensibilità all'etanolo.

## Diagnostica
L'intossicazione da alcol è descritta come un disturbo mentale e comportamentale dalla classificazione internazionale delle malattie. La diagnosi definitiva si basa su un esame del sangue per l'alcol, solitamente eseguito come parte di uno screening tossicologico. Le forze dell'ordine negli Stati Uniti e in altri paesi usano spesso l'etilometro e test di sobrietà sul campo come alternative più convenienti e rapide agli esami del sangue. Esistono anche vari modelli di unità di etilometro disponibili per l'uso da parte dei consumatori. Poiché questi possono avere un'affidabilità variabile e possono produrre risultati diversi rispetto ai test utilizzati per scopi di applicazione della legge, i risultati di tali dispositivi dovrebbero essere interpretati in modo conservativo.
Esistono molti test informali di intossicazione che, in generale, sono inaffidabili e sconsigliati come deterrenti all'eccessiva intossicazione o come indicatori della sicurezza di attività come la guida di veicoli a motore, l'utilizzo di attrezzature pesanti, l'uso di macchine utensili, ecc.
Per determinare se qualcuno è intossicato dall'alcol con mezzi diversi da un test di alcol nel sangue, è necessario escludere altre condizioni come l'ipoglicemia, l'ictus, l'uso di altri intossicanti, problemi di salute mentale e così via. È meglio se il loro comportamento è stato osservato mentre il soggetto è sobrio per stabilire una linea di base. Diversi criteri ben noti possono essere utilizzati per stabilire una diagnosi probabile. Per un medico nel contesto del trattamento acuto, l'intossicazione acuta da alcol può simulare altri disturbi neurologici acuti o è spesso combinata con altre droghe ricreative che complicano la diagnosi e il trattamento.

## Trattamento
L'intossicazione acuta da alcol è un'emergenza medica a causa del rischio di morte per depressione respiratoria o aspirazione del vomito se il vomito si verifica mentre la persona non risponde. Il trattamento di emergenza si sforza di stabilizzare e mantenere una via aerea aperta e una respirazione sufficiente in attesa che l'alcol venga metabolizzato. Questo può essere fatto rimuovendo qualsiasi vomito o, se la persona è incosciente o ha un riflesso faringeo compromesso, mettendo in atto l'intubazione della trachea.
Altre misure possono includere:
- Somministrare la vitamina tiamina per prevenire la sindrome di Wernicke-Korsakoff, che può causare convulsioni (più di solito un trattamento per l'alcolismo cronico, ma nel contesto acuto di solito co-somministrato per garantire il massimo beneficio).
- Emodialisi se la concentrazione ematica è molto alta >130 mmol/l (>600 mg/dl)[34].
- Fornire ossigenoterapia secondo necessità tramite cannula nasale o maschera NRB.
- Trattare l'ipoglicemia, con soluzioni di zucchero per via endovenosa come ipoglicemia indotta da etanolo che non risponde al glucagone.
- Mentre il farmaco metadoxine può accelerare la scomposizione dell'alcol, l'uso nell'intossicazione da alcol ha richiesto ulteriori studi a partire dal 2017[2][35]. È approvato in un certo numero di paesi in Europa, così come in India e Brasile[36].

Ulteriori farmaci possono essere indicati per il trattamento di nausea, tremore e ansia.

## Prognosi
Un fegato normale disintossica il sangue dall'alcool per un periodo di tempo che dipende dal livello iniziale e dalle condizioni fisiche generali del paziente. Un fegato anormale richiederà più tempo ma avrà comunque successo, a condizione che l'alcol non causi insufficienza epatica.
Le persone che hanno bevuto molto per diversi giorni o settimane possono avere sintomi di astinenza dopo che l'intossicazione acuta si è placata.
Una persona che consuma una quantità pericolosa di alcol in modo persistente può sviluppare blackout della memoria e intossicazione idiosincratica o sintomi di ubriachezza patologica. Il consumo persistente a lungo termine di quantità eccessive di alcol può causare danni al fegato e avere altri effetti deleteri sulla salute.

## Società e cultura

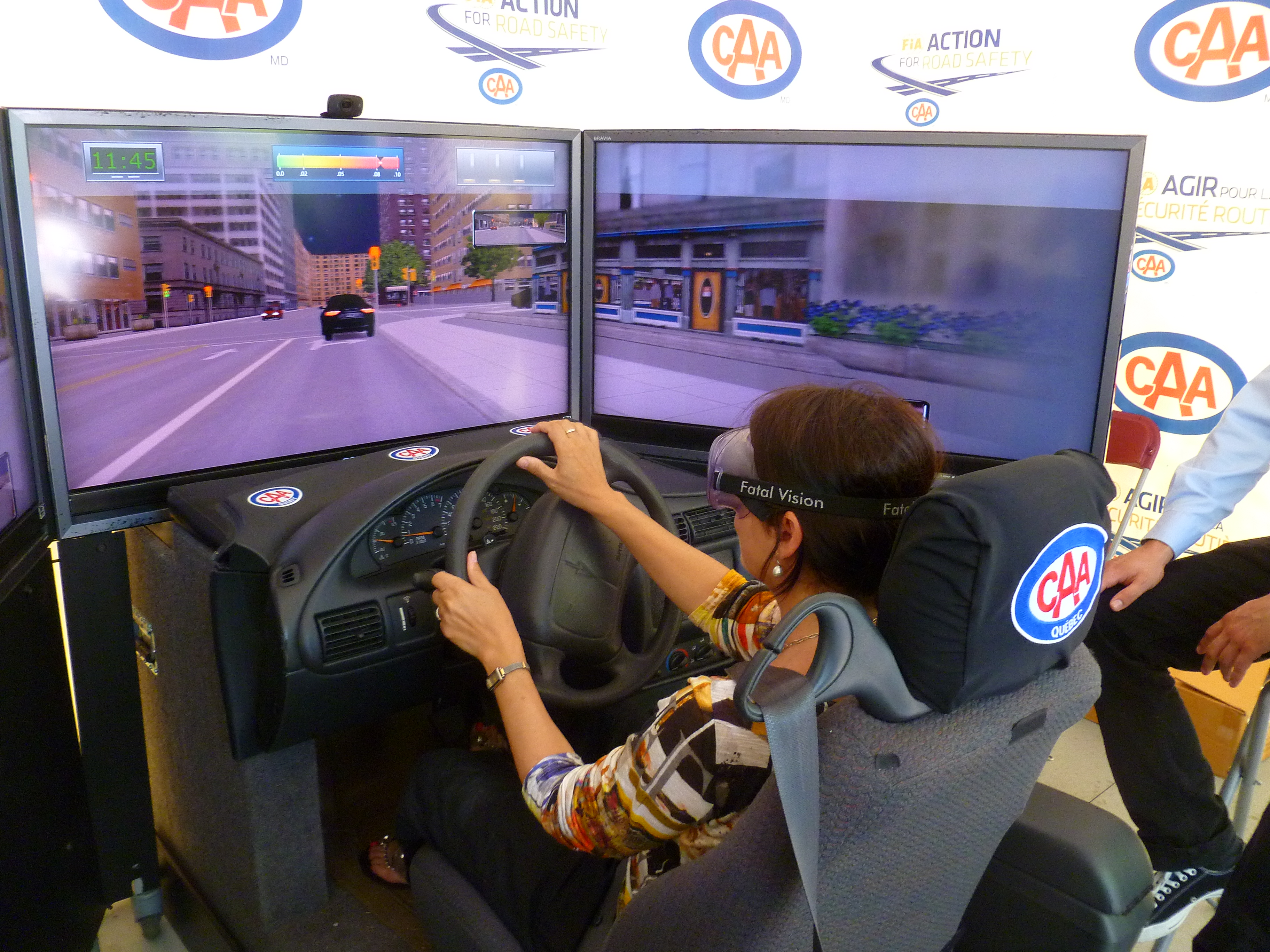
Una donna utilizza un simulatore di guida in Quebec che ricrea l'esperienza della guida in stato di ebbrezza. Indossa occhiali che distorcono la sua vista.

### Questioni legali
Allo stato di ubriachezza di una persona, molte nazioni conferiscono un significato giuridico e ad esso riconducono effetti e conseguenze giuridiche, quali, ad esempio, l'incapacità naturale o sanzioni di vario genere. Le differenze di disciplina tra i differenti ordinamenti sono di notevole rilevanza. In alcuni paesi, l'ubriaco è soggetto a sanzioni penali. La ratio del regime sanzionatorio è spesso condizionata da giudizi morali o religiosi. Si pensi al divieto islamico di assumere sostanze alcoliche.
Negli Stati Uniti è reato ubriacarsi alla guida di un veicolo a motore, tranne in Wisconsin, dove è prevista solo una multa per la prima infrazione. È anche un reato pilotare un aereo o (in alcuni Stati americani) montare o gestire un giro in un parco di divertimenti mentre si è ubriachi. Leggi simili esistono anche nel Regno Unito e nella maggior parte degli altri paesi.
In alcuni paesi, è anche un reato servire alcolici a una persona già ubriaca e, spesso, l'alcol può essere venduto solo da persone qualificate a servire responsabilmente attraverso l'alcohol server training. Essa è una forma di educazione professionale tipicamente fornita a venditori e consumatori di alcol per prevenire l'intossicazione, la guida in stato di ebbrezza e il consumo di alcolici da parte di minorenni. Questa formazione è talvolta regolamentata e imposta da leggi statali e locali, prevalentemente in Nord America e sempre più in altri paesi di lingua inglese come l'Australia. In alcuni luoghi l'acquisizione di tali qualifiche è richiesta dalla legge, prima di poter lavorare per vendere alcolici.
Il contenuto di alcol nel sangue (BAC) per il funzionamento legale di un veicolo viene generalmente misurato come percentuale di un volume unitario di sangue. Questa percentuale varia dallo 0,00% in Romania e negli Emirati Arabi Uniti; allo 0,05% in Australia, Sudafrica, Germania, Scozia e Nuova Zelanda (0,00% per i minorenni); allo 0,08% in Inghilterra e Galles, Stati Uniti e Canada.
La Federal Aviation Administration degli Stati Uniti vieta ai membri dell'equipaggio di svolgere i propri compiti entro otto ore dal consumo di una bevanda alcolica, mentre sono sotto l'influenza di alcol o con un tasso alcolemico superiore allo 0,04%.
Negli Stati Uniti, nel Regno Unito e in Australia, l'intossicazione pubblica è un crimine.
In alcuni paesi esistono strutture speciali, a volte note come "drunk tanks", per la detenzione temporanea di persone trovate in stato di ebbrezza.

#### In Italia
L'ubriachezza è disciplinata dall'articolo 688 del codice penale: chiunque, in luogo pubblico o aperto al pubblico, è colto in stato di manifesta ubriachezza è punito con la sanzione amministrativa pecuniaria da euro 51 a euro 309. Inizialmente previsto come contravvenzione dal Codice Rocco, la fattispecie è stata depenalizzata nel 1999 dall'articolo 54 del decreto legislativo n. 507, del 30 dicembre 1999. In passato l'illecito era punito con un'ammenda da 20.000 a 400.000 lire. Lo stesso articolo, al secondo comma, prevedeva l'arresto da tre a sei mesi se il fatto è commesso da chi ha già riportato una condanna per delitto non colposo contro la vita o l'incolumità individuale. Tale comma è stato però dichiarato costituzionalmente illegittimo con la sentenza numero 354 del 17 luglio 2002 dalla Corte costituzionale della Repubblica Italiana.
L'articolo 234 del codice penale prevede inoltre il divieto di frequentare osterie e pubblici spacci di bevande alcoliche, è sempre aggiunto alla pena quando si tratti di condannati per ubriachezza abituale o per reati commessi in stato di ubriachezza, purché questa sia abituale. Tale sanzione accessoria ha la durata minima, tendenziale, di un anno. Nel caso di trasgressione può essere ordinata inoltre la libertà vigilata o la prestazione di una cauzione di buona condotta.

### Opinioni religiose

#### Cristianesimo

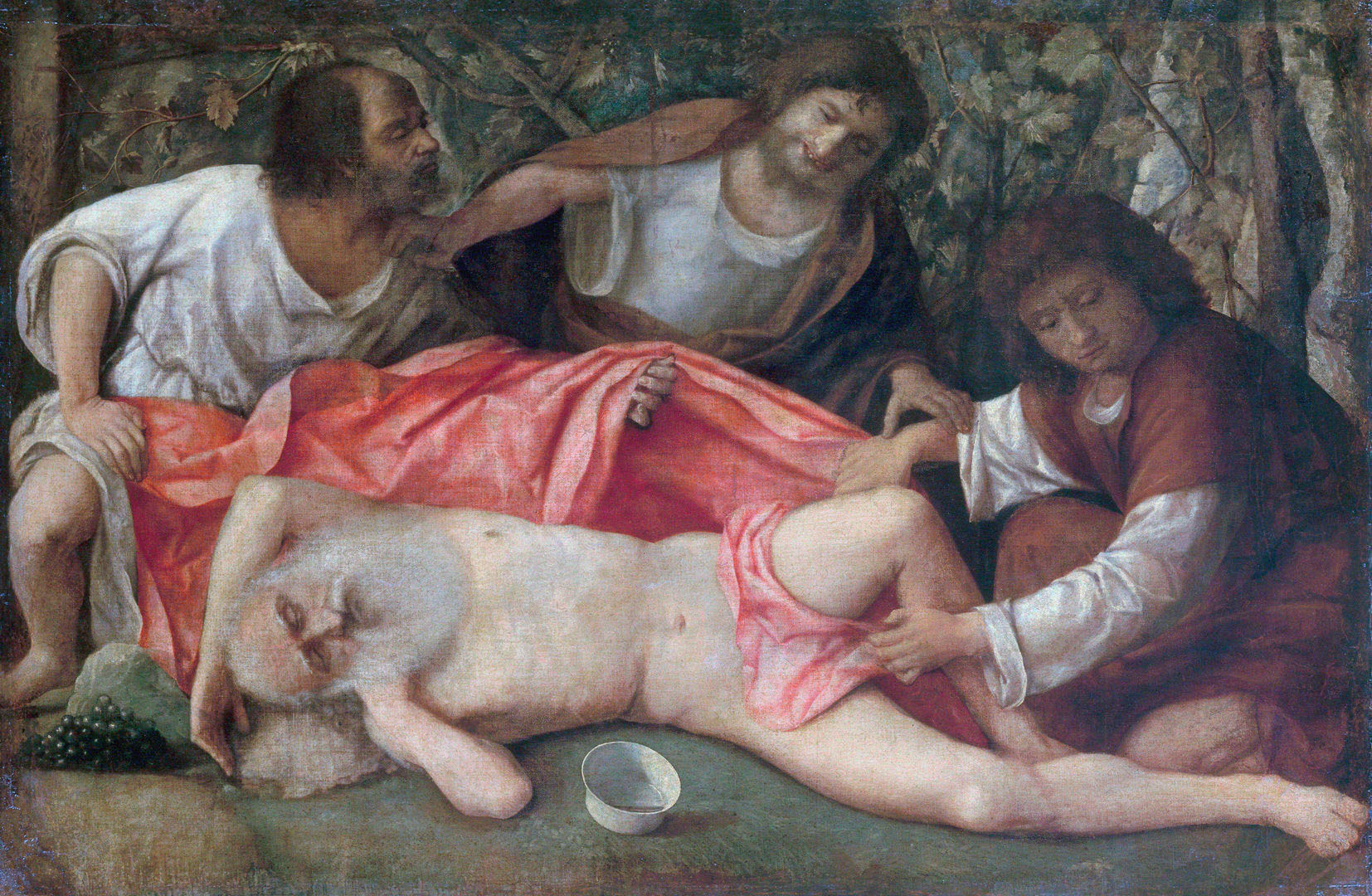
Ebbrezza di Noè (Giovanni Bellini)

Alcuni gruppi religiosi consentono il consumo di alcolici; alcuni consentono il consumo ma proibiscono l'intossicazione; altri vietano del tutto qualsiasi quantità di consumo di alcol. Molte denominazioni del cristianesimo, come il cattolicesimo, l'ortodossia e il luteranesimo, usano il vino come parte dell'Eucaristia e ne consentono il consumo, ma considerano peccaminoso l'ubriacarsi.
Nella Bibbia, il Libro dei Proverbi contiene diversi capitoli relativi agli effetti negativi dell'ubriachezza e avverte di stare alla larga dalle bevande inebrianti. Il Libro della Genesi fa riferimento all'uso del vino da parte delle figlie di Lot per violentarlo. Il Libro del Levitico racconta la storia di Nadab e Abihu, i figli maggiori di Aaronne, che furono uccisi per aver prestato servizio nel Tempio di Gerusalemme dopo aver bevuto vino, presumibilmente mentre erano intossicati. Continua a discutere di monachesimo, in cui è vietato bere vino. La storia di Sansone nel Libro dei Giudici racconta di un monaco della tribù israelita di Dan a cui è proibito tagliarsi i capelli e bere vino. Romani 13:13–14, 1 Corinzi 6:9–11, Galati 5:19–21 ed Efesini 5:18 sono tra una serie di altri passaggi biblici che parlano contro l'intossicazione. Mentre Proverbi 31:4 mette in guardia contro i re e altri governanti che bevono vino e simili bevande alcoliche, Proverbi 31:6–7 promuove la somministrazione di tali bevande a coloro che periscono e del vino a coloro le cui vite sono amare come meccanismo per far fronte a persone come la povertà e altri guai.
Alcune denominazioni cristiane protestanti proibiscono il consumo di alcol sulla base di passaggi biblici che condannano l'ubriachezza, ma altre consentono un consumo moderato.
Nella Chiesa di Gesù Cristo dei Santi degli Ultimi Giorni il consumo di alcol è proibito e l'astemia è diventata una caratteristica distintiva dei suoi membri. I Testimoni di Geova consentono un consumo moderato di alcol tra i suoi membri.

#### Islam
Nel Corano, vi è un divieto di consumo di bevande alcoliche a base di uva e l'intossicazione è considerata un abominio negli hadith di Maometto. Le scuole di pensiero della giurisprudenza islamica lo hanno interpretato come un severo divieto del consumo di tutti i tipi di alcol e lo hanno dichiarato haram (lett. "Proibito [nell'Islam]"), sebbene possano essere consentiti altri usi.

#### Buddismo
Nel buddismo, in generale, il consumo di sostanze inebrianti è scoraggiato sia per i monaci che per i seguaci laici. Molti buddisti osservano un codice etico di base noto come i cinque precetti, di cui il quinto precetto è l'impegno ad astenersi dal consumo di sostanze inebrianti (tranne che per ragioni mediche). Nei voti del bodhisattva del Brahmajālasūtra, osservati dalle comunità buddiste Mahayana, anche la distribuzione di sostanze intossicanti è scoraggiata, così come il consumo.

#### Induismo
Nel ramo dell'induismo Viṣṇuismo gauḍīya, uno dei quattro principi regolatori proibisce l'assunzione di sostanze intossicanti, incluso l'alcol.

#### Ebraismo
Nel giudaismo, in accordo con la posizione biblica contro il bere, il consumo di vino non è consentito ai sacerdoti e ai monaci. Il comando biblico di santificare il sabato e le altre festività è stato interpretato come avere tre pasti cerimoniali con vino o succo d'uva, noto come Qiddush. Un certo numero di cerimonie matrimoniali ebraiche terminano con la sposa e lo sposo che bevono una coppa di vino condivisa dopo aver recitato sette benedizioni; questo si verifica dopo un giorno di digiuno in alcune tradizioni ashkenazite. È consuetudine e in molti casi addirittura obbligatorio bere moderatamente per rimanere sobri, e solo dopo che le preghiere sono finite.
Durante il Seder di Pesach, c'è l'obbligo di bere quattro coppe cerimoniali di vino mentre si recita l'Haggadah. È stato assunto come fonte del rituale del bere vino durante la comunione in alcuni gruppi cristiani. Durante il Purim, c'è l'obbligo di ubriacarsi; tuttavia, come con molti altri decreti, ciò è stato evitato in molte comunità consentendo in sostituzione il sonno durante il giorno.
Durante l'era del proibizionismo negli Stati Uniti negli anni '20, un rabbino del movimento del giudaismo riformato propose di usare il succo d'uva per il rituale invece del vino. Sebbene inizialmente confutata, la pratica fu ampiamente accettata anche dagli ebrei ortodossi.

## Altri animali
Nel film Animals Are Beautiful People (un documentario sulla natura sudafricano del 1974 diretto da Jamie Uys), un'intera sezione è stata dedicata a mostrare molti animali diversi tra cui scimmie, elefanti, maiali, giraffe e struzzi, che mangiano frutti dell'albero di marula troppo maturi. Di conseguenza gli animali iniziano ad oscillare e perdere l'equilibrio in un modo simile all'ubriachezza umana.
Gli uccelli possono intossicarsi con bacche fermentate e alcuni muoiono scontrandosi con oggetti duri quando volano sotto l'influenza di tali frutti.
Nella guerra degli elefanti, praticata dai Greci durante la rivolta dei Maccabei e da Annibale durante le guerre puniche, è stato documentato che agli elefanti veniva dato del vino prima dell'attacco, e solo allora caricavano in avanti dopo essere stati agitati dal loro guidatore.
È una pratica regolare dare piccole quantità di birra ai cavalli da corsa in Irlanda. Gli animali da allevamento ruminanti hanno una fermentazione naturale che si verifica nel loro stomaco e l'aggiunta di bevande alcoliche in piccole quantità alla loro bevanda generalmente non arrecherà loro alcun danno e non li farà ubriacare.
Le bevande alcoliche sono estremamente dannose per i cani, e spesso a causa di additivi come lo xilitolo, un dolcificante artificiale in alcuni miscelatori. I cani possono assorbire l'alcol etilico in quantità pericolose attraverso la pelle, bevendo il liquido o consumandolo negli alimenti. Anche l'impasto del pane in fermentazione può essere pericoloso per i cani. Nel 1999, uno dei camerieri reali della Regina Elisabetta II del Regno Unito fu degradato da Buckingham Palace a causa del suo "trucco da festa" di aggiungere alcol ai pasti e alle bevande dei cani corgi della Regina che a loro volta avrebbero portato i cani a correre in giro ubriachi.